# سرگئی الکساندروویچ پریخودکو
سرگئی الکساندروویچ پریخودکو (روسی: Серге́й Александрович Приходько؛ زادهٔ ۷ مارس ۱۹۶۲) مربی حرفه‌ای فوتبال اهل روسیه و بازیکن سابق فوتبال است.

## حرفه باشگاهی
او نخستین بازی حرفه‌ای خود را در سال ۱۹۸۰ در لیگ دسته دوم شوروی برای اسپارتاک کوستروما انجام داد.
او در جام فدراسیون اتحاد جماهیر شوروی برای تیم زسکا مسکو نیز بازی کرده‌است.

## زندگی شخصی
فرزند او سرگئی سرگئیویچ پریخودکو نیز یک فوتبالیست حرفه‌ای است.

## افتخارات
- فینالیست جام فدراسیون اتحاد جماهیر شوروی: ۱۹۸۶
- زمانی که تیم‌های زنیت لنینگراد و پی‌اف‌سی زسکا مسکو به‌ترتیب در سال‌های ۱۹۸۴ و ۱۹۹۱ قهرمان لیگ برتر شوروی شدند، او در فهرست بازیکنان این تیم‌ها حضور داشت، اما در هیچ‌یک از آن فصل‌ها در بازی‌های لیگ به میدان نرفت.